# José Manteca Roger
José Manteca Roger fou un polític valencià, fill de José Manteca Oria i net de Gil Roger Duval, destacats polítics del Partit Liberal valencià, influents al districte de Xelva.
Es dedicava al negoci familiar de tala i el transport d'arbres i els asserradors de fusta. El 1923 fou senador per la província de València pel Partido Reformista i a les eleccions generals espanyoles de 1931 fou diputat per la província de València pel Partit Republicà Liberal Demòcrata de Melquíades Álvarez dins la coalició republicana amb el Partit d'Unió Republicana Autonomista.